# Завтра конец света
«Завтра конец света» (англ. The Last Night of the World, с англ. — «Последняя ночь света») — фантастический рассказ американского писателя Рэя Брэдбери, повествующий о смирении человека перед силой, которую он не в состоянии преодолеть.

## Сюжет
Рассказ представлен в виде вечернего диалога между супругами, во время которого они пьют кофе. Имена не указаны.
Супруг решает поделиться своим сном, в котором незнакомый голос сообщает ему, что скоро всему на Земле придет конец. В ходе беседы оказывается, что точно такой же сон снился и его жене, а также всем, с кем они были знакомы. В итоге беседы они приходят к выводу, что нужно всё оставить, как есть, будто бы ничего не случилось. Это смирение и есть главная мысль, заключённая в ответе супруги:

— Не знаю. Когда понимаешь, что всё правильно, не станешь выходить из себя. А тут всё правильно. Если подумать, как мы жили, этим должно было кончиться.

После кофе они укладывают детей спать и ложатся сами, «держась за руки, щекой к щеке».

## Публикации
Рассказ на русском языке был издан следующими издательствами:
- Издательство «Кристалл»; ISBN издания: 5-8191-0124-3.
- Издательство «Азбука»; ISBN издания: 5-267-00177-5.